# Small-sided games
Gli small-sided games (o SSG), in italiano anche conosciuti con il nome di partite a ranghi ridotti, sono metodi di allenamento propri del calcio, utilizzati per migliorare le competenze tecnico-tattiche di una squadra.

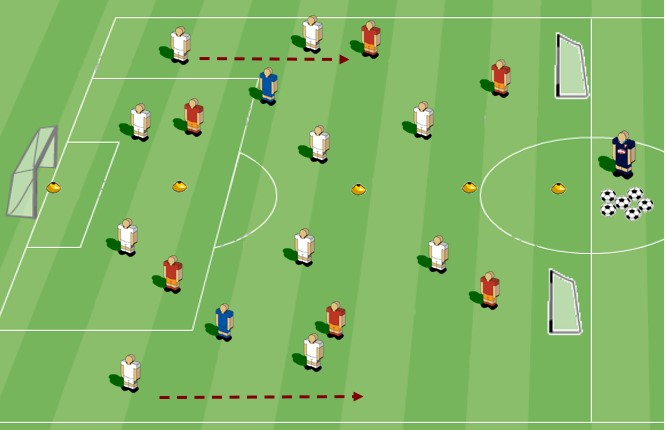

## Finalità
Gli Small-sided games nascono con lo scopo di ricreare le situazioni di gioco del calcio. Sono delle partite che utilizzano un campo di dimensioni ridotte e un numero variabile di giocatori coinvolti (dal classico 1vs1 fino all'11vs11). Prende spunto, per modalità di esecuzione, dal calcio di strada, sebbene sia diventato una metodologia molto utilizzata da allenatori e preparatori atletici.

## Varianti
Esistono numerose varianti di SSG, tuttavia è possibile distinguere due categorie principali: SSG di possesso e SSG liberi. Il primo tipo di SSG consiste nel mantenere il possesso del pallone, tramite una serie di passaggi tra i giocatori; il gioco diventa libero quando l'obiettivo è quello di segnare un gol nella porta avversaria. Gli small-sided games sono allenamenti sport-specifici; entrambe le categorie hanno l'obiettivo di creare il più fedelmente possibile delle situazioni di gioco che possono essere incontrate in partita.

## Vantaggi degli Small-sided games
È possibile stilare una serie di punti che ripercorrono i vantaggi attribuibili al corretto utilizzo di small-sided games all'interno delle sedute di allenamento.
- Contrasti, palloni recuperati e dribbling[4]: piccole dimensioni incrementano queste caratteristiche, specialmente in situazioni di gioco formate da 5vs5.

- Miglioramenti cognitivi: i giocatori che utilizzano frequentemente gli SSG migliorano le capacità decisionali e la visione di gioco.

- Frequenza cardiaca[5]: le intensità degli small-sided games sono paragonabili ad allenamento HIIT (High Intensity Interval Training).

- Mineralizzazione ossea[6]: piccolo effetto benefico che migliora la densità minerale ossea negli arti inferiori degli adulti di entrambi i sessi.